# Лазарчук, Андрей Геннадьевич
Андре́й Генна́дьевич Лазарчу́к (род. 6 февраля 1958, Красноярск, СССР) — русский писатель-фантаст, переводчик, поэт. Один из наиболее заметных авторов «четвёртой волны» русской фантастики. Работает в жанрах эпопеи, антиутопии (цикл «Опоздавшие к лету», 1996, относится к обоим этим жанрам), альтернативной истории («Транквилиум», 1995, «Иное небо», 1993), социально-философского романа («Мост Ватерлоо», 1994). Лазарчука относят к направлению турбореализма, зародившегося в конце 1980-х годов.

## Биография
Андрей Геннадьевич Лазарчук родился 6 февраля 1958 года в Красноярске. Окончил Красноярский медицинский институт по специальности врач-травматолог, работал в различных медицинских учреждениях.
В 1983 году дебютировал как поэт-пародист. С 1989 года — профессиональный писатель. В 1992 году окончил Московский литературный институт. Член Союза российских писателей и Русского ПЕН-клуба. Участник «Малеевских» и «Дубултинских» семинаров.
Перевёл на русский язык романы «Убик» Филипа Дика и «Не убоюсь я зла» Роберта Хайнлайна, Люциуса Шепарда. Лауреат ряда литературных премий.
С 1999 года живёт в Санкт-Петербурге. Женат на Ирине Андронати.

## Отзывы
По утверждению критика Сергея Бережного, сборник «Тепло и свет» и роман «Опоздавшие к лету» представляют собой сильную социально-психологическую прозу, сравнимую по мощи с лучшими произведениями Стругацких, однако при этом гораздо более свободную. В отличие от Стругацких, которые сильнее привязаны к реальности, Лазарчук вполне мог легко и естественно «превратить героя в призрака, лишить его телесности, оставив обнажённую душу». Проза Лазарчука сочетает трезвую философичность поздних Стругацких «с мрачным восторгом Данте, идущего по кругам Ада, и пессимистичными апориями Дика». Как отмечает Сергей Бережной, характеризуя прозу Лазарчука, изданную в 1990-е годы, для Лазарчука стали одинаково тесны условности реализма и традиционной фантастики, он создавал каноны новой литературы, и его произведения оказались уже слишком сложны для традиционной аудитории фантастики, при этом представители «мейнстрима» прозу Лазарчука не замечали.

## Взгляды
В 2007 году Лазарчук высказал в интервью мнение, что победа фантастики над большой литературой уже произошла. 
У меня такое личное ощущение, что боллитре осталось года три, ну пять лет от силы протянуть. Потом сдохнет окончательно — и все станет на свои места. Представители боллитры сами залезли в гетто, между собой там решают, кто из них самый великий, издаются за какие-то спонсорские деньги и т. д. Они сами глубоко маргинализировались, и, видимо, это необратимо. Через пять лет мы обнаружим совершенно другую ситуацию: так называемая большая литература не существует или существует только для себя, у неё нет читателей. На самом деле мы реально молча победили. Мы не пыхтели, не старались, просто молча писали, издавались, завоевывали читателя — и победили.
В 2013 году выступил против пиратства, обвинив в своем блоге «Живого журнала» пользователей интернета в пиратском скачивании своих литературных произведений (как отмечал Лазарчук, за три недели книги цикла «Весь этот джакч» были проданы в количестве 396 экземпляров, за тот же период с «Флибусты» их скачали бесплатно 6196 раз).
В 2022 году поддержал военное вторжение России на Украину.

## Список произведений

### Романы
- «Опоздавшие к лету» («гиперроман», отд. изд. 1996)
- «Транквилиум» (1996)
- «Все, способные держать оружие…» (1997) — переработка повести «Иное небо» (1993).
- «Кесаревна Отрада между славой и смертью» (1998, перераб. 2002)
- «Гиперборейская чума» (трилогия)
  - «Посмотри в глаза чудовищ» (совместно с Михаилом Успенским, 1997)
  - «Гиперборейская чума» (совместно с Михаилом Успенским, 1999)
  - «Марш Экклезиастов» (совместно с Михаилом Успенским и Ириной Андронати, 2006)
- «Штурмфогель» (2000)
- «Космополиты» (цикл романов, совместно с Ириной Андронати)
  - «За право летать» (2002)
  - «Сироты небесные» (2003)
  - «Малой кровью» (2005)
- «Параграф 78» (2007)
- «Абориген» (2009)
- «Мой старший брат Иешуа» (2009)
- «Спираль» (из межавторского цикла «S.T.A.L.K.E.R.») (2010)
- «Весь этот джакч» (из межавторского цикла «Обитаемый остров», совместно с Михаилом Успенским, 2013) — публиковался в электронном виде; на бумаге вышел в 2016 году.
  - Соль Саракша (2016) // Соавтор: Михаил Успенский
  - Любовь и свобода (2016) // Соавтор: Михаил Успенский
  - Стеклянный меч (2017) // Соавтор: Михаил Успенский
- «Забытые царства» (цикл романов, совместно с Юсупом Бахшиевым)
  - «Дочь Белого Меча» (2017)
  - «Стальная метель» (2018)

### Повести и рассказы
(Неполный список)
- «Экслибрис» (1983)
- «Середина пути» (1983)
- «Станция назначения» (1983)
- «Из жизни Серого Волка» (1983)
- «Монетка» (1983)
- «Тепло и свет» (1984—1985)
- «Из темноты» (1985)
- «Зеркала» (1987)
- «Раз в тысячу лет» (1988)
- «Священный месяц Ринь» (1988)
- «Мумия» (1991)
- «Там вдали, за рекой…» (1986, 1994)
- «Всё хорошо» (1992, 1995)
- «Сентиментальное путешествие на двухместной машине времени» (1992, 1998)
- «Жёлтая подводная лодка „Комсомолец Мордовии“» (совместно с Михаилом Успенским, 1997)
- «У кошки четыре ноги…» (2002)
- «Мы, урус-хаи» (2005)

## Литературные премии
- 1984: «Homo Cosmicus» (Болгария) за рассказ «Монетка»
- 1992: «Великое Кольцо» за рассказ «Священный месяц Ринь»
- 1994: «Бронзовая улитка» за рассказ «Мумия»
- 1994: «Интерпресскон» за рассказ «Мумия»
- 1994: «Странник» за роман (повесть) «Иное небо»
- 1994: «Eurocon» как лучшему молодому писателю
- 1995: «Лунный меч» за рассказ «Мумия»
- 1995: Премия имени Александра Беляева 1994 года за сборник «Священный месяц Ринь»
- 1995: «Бронзовая улитка» за роман «Солдаты Вавилона»
- 1995: «Белое пятно» за роман «Опоздавшие к лету» (на тот момент опубликован частично)
- 1998: «Золотой Остап» за рассказ «Желтая подводная лодка „Комсомолец Мордовии“» (совм. с Михаилом Успенским)
- 1999: «Меч в зеркале» за роман «Посмотри в глаза чудовищ» (совм. с Михаилом Успенским)
- 1999: «Интерпресскон» за роман «Посмотри в глаза чудовищ» (совм. с Михаилом Успенским)
- 1999: «Бронзовая улитка» за роман «Посмотри в глаза чудовищ» (совм. с Михаилом Успенским)
- 2001: «Меч Руматы» за роман «Штурмфогель»
- 2001: «Волгакон» за «роман десятилетия» «Опоздавшие к лету»
- 2002: «Премия имени А. и Б. Стругацких» за эссе «Голем хочет жить»
- 2002: «Меч идущего рядом» за «роман десятилетия» «Опоздавшие к лету»
- 2003: «Бронзовая улитка» за рассказ «У кошки четыре ноги…»
- 2003: «Странник» за перевод романа Роберта Хайнлайна «Пройдя долиной смертной тени…»
- 2007: «Бронзовый Роскон» за рассказ «Мы, урус-хаи»
- 2010: «Аэлита» за вклад в фантастику